# Regrese (psychologie)
Regrese je jedním z nevědomých obranných mechanizmů.
Podle Freudovy teorie se osobnost skládá ze tří složek – ego, superego a id. Ego vyrovnává působení superega a idu. Pokud dojde k silnému konfliktu superega a idu, který ego nedokáže vyřešit, osobnost může reagovat některým z obranných mechanizmů.
Regrese (= latinsky propad) je jedním z nich. Jde o návrat na nějaký z již prožitých, primitivnějších stupňů mentálního vývoje (předškolní věk, mladší školní věk, puberta). Přináší s sebou chování nezbedného dítěte, nebo adolescenta. To může trvat jen omezenou dobu, po které se člověk opět vrátí do normálu a regrese je tedy pouze přechodná. Pokud už člověk v tomto mentálním věku, do kterého se propadl, zůstane napořád (nebo na velmi dlouhou dobu), hovoříme o fixaci (= latinsky upevnění, ustálení).

## Adult Baby
Adult Baby je neintenzivnější forma regrese, kdy se dospělý dotyčný vrací do svého dětství a to maximálně do předškolního věku, nebo si snaží udělat nové dětství. Cílem této regrese je především návrat do dětských let, či přechod do sociální pozice malého dítěte.